# René Reille
Pour les articles homonymes, voir Reille.
Pour les autres membres de la famille, voir Famille Reille.
Le baron René Reille, né à Paris le 4 février 1835 et décédé à Paris le 21 novembre 1898, est un militaire, industriel et homme politique français.

## Biographie

### Des débuts militaires
Fils du maréchal Honoré Charles Reille et petit-fils du maréchal André Masséna, René-Charles-François Reille entre en 1852 à l'École militaire de Saint-Cyr, et passa comme sous-lieutenant à l'École d'application d'état-major le 1er janvier 1856. 

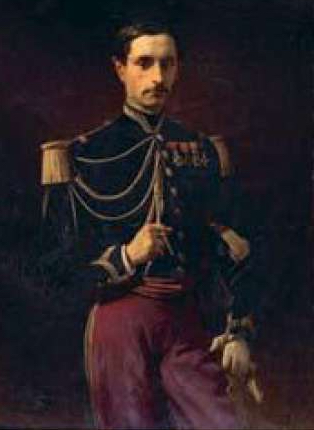
Portrait de René Reille, alors capitaine d'état-major, en 1867 - par Charles Édouard Armand-Dumaresq.

Lieutenant en 1856, capitaine en 1858, il fait en cette qualité la campagne d'Italie, et devient aide de camp du maréchal Randon, puis du maréchal Niel qu'il suit au ministère de la Guerre.

### Carrière politique
À la mort de Niel, il donna sa démission, et, déjà conseiller général du canton de Saint-Amans-Soult depuis 1867, fut élu député de la 2e circonscription du Tarn au Corps législatif comme candidat du gouvernement, le 24 mai 1869, face à Eugène Pereire. Reille signa la demande d'interpellation des 116 et vota pour la guerre contre la Prusse. Servant avec le grade de colonel puis de général de brigade auxiliaire pendant la guerre, il commande une brigade de la 2e Armée de Paris et, lors du siège de Paris, commande les mobiles de Tarn-et-Garonne. 
Commandeur de la Légion d’honneur le 7 février 1871, et réélu au conseil général du Tarn, dont il devint vice-président, il fut élu, le 20 février 1876, députe de la 2e circonscription de Castres. Il prit place au groupe de l'Appel au peuple, s'occupa principalement et avec succès de questions militaires, soutint le ministère de Broglie contre les 363, et, après le 16 mai, devint sous-secrétaire d'État au ministère de l'Intérieur. Réélu, le 14 octobre 1877, il reprit sa place dans la majorité monarchiste, et fut réélu, le 21 août 1881. Il continua de voter avec la minorité conservatrice, se distingua particulièrement dans les discussions militaires, fut rapporteur du projet d'armée coloniale, et déposa un contre-projet sur la loi militaire tendant à revenir au système mixte de l'armée permanente. 
Porté sur la liste conservatrice du Tarn, il fut réélu aux élections du 4 octobre 1885. Il fit partie, de l'union des droites et combattu de ses votes la politique scolaire et coloniale du gouvernement. Il fut réélu aux élections de 1889, face à Émile Level, comme un « conservateur résolu, un catholique sincère », puis successivement en 1893, face à Calvignac, et 1898.
Adversaire des républicains, il combat l'expansion coloniale.
Propriétaire du journal Le Conservateur du Tarn, il était à la tête du parti monarchiste et clérical du Tarn, tenant, entre lui-même, ses fils (André, Xavier et Amédée), son gendre (marquis de Solages) puis ses petits-fils (François et René), jusqu'à trois des six circonscriptions législatives du département en même temps.
En 1890, il contribue à faire échouer la candidature d'Édouard Drumont au conseil municipal du 7e arrondissement de Paris, alors que ce dernier était soutenu par des cercles royalistes, bonapartistes et boulangistes locaux.

### L'industrie
Président du conseil d'administration de la Société des mines de Carmaux de 1876 à 1898, de la Compagnie des mines, fonderies et forges d'Alais et de la Compagnie du canal du Midi, il siège également au conseil d'administration de la Compagnie du chemin de fer de Paris à Orléans. Défendant le développement des chemins de fer départementaux, il est notamment au niveau local l'un des principaux promoteurs de la ligne de la Montagne (avec Dubernard et le vicomte Ludovic de Naurois).
Membre fondateur et président du Comité des forges de 1890 à 1898, il crée la Caisse syndicale d'assurance mutuelle des Forges de France contre les accidents du travail (1891) et en préside le conseil d'administration. Il devient également vice-président du Comité central des houillères de France. C'est contre lui qu'est dirigé l'attentat à la bombe de l'avenue de l'Opéra par les anarchistes, le 8 novembre 1892.
Il est le commissaire général du Congrès international de géographie à Paris en 1875 et présidait le groupe XI (mines, métallurgie) de l'Exposition universelle de 1900.
Il existe un cours René Reille, à Mazamet.

### Mariage et descendance

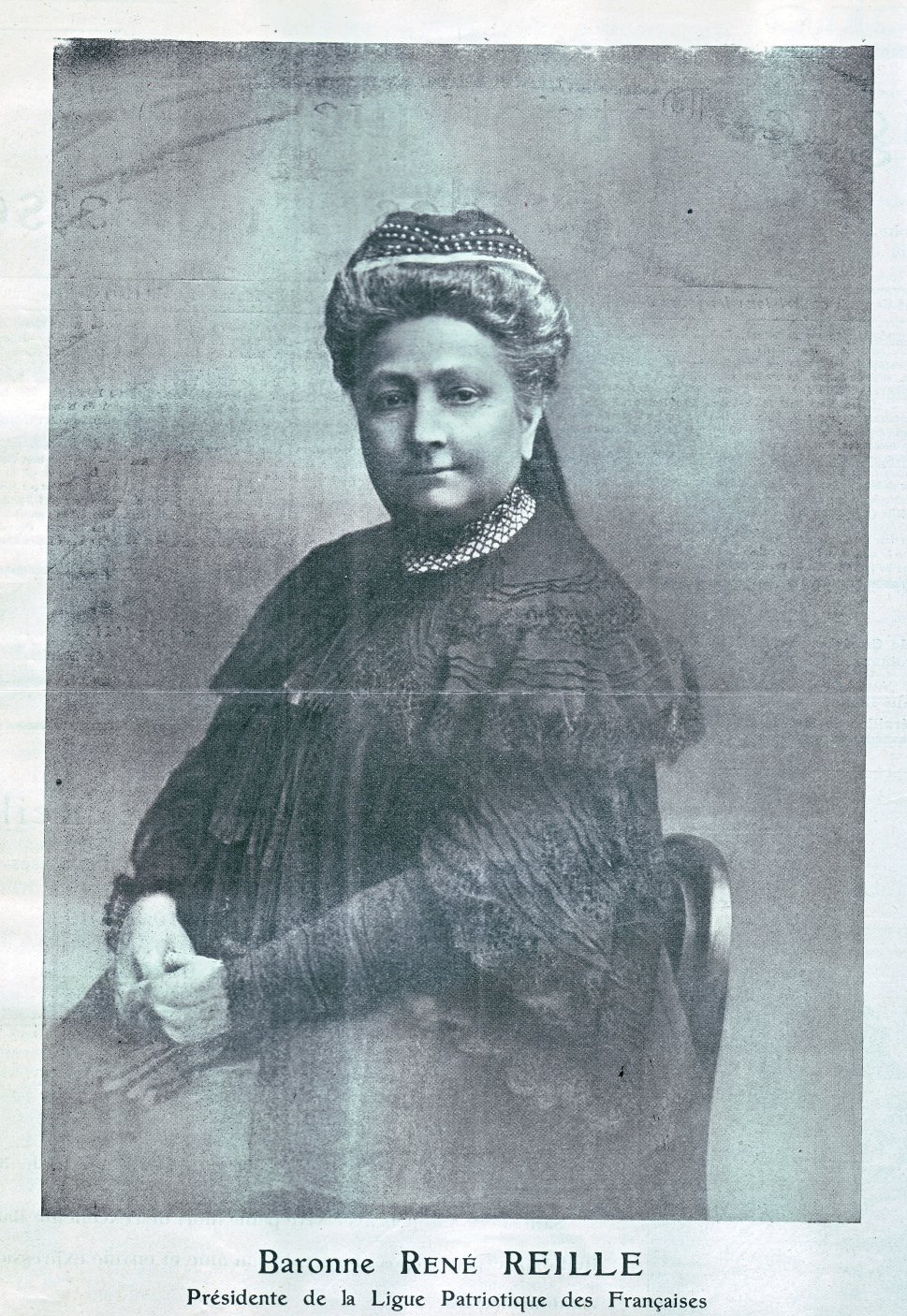
Photographie de son épouse, présidente de la Ligue patriotique des Françaises.

Il épouse en 1860 Geneviève Soult de Dalmatie (1844-1910), fille du duc Napoléon-Hector Soult de Dalmatie et présidente de la Ligue patriotique des Françaises de 1906 à 1910, dont huit enfants :
- André (1861-1898), député, marié le 7 mai 1887 avec Caroline Delphine Vaïsse (1866-1936) ;
- Aimée (1864) ;
- Aimée (1865) ;
- Marie Charlotte (1867-1869) ;
- Marie-Louise (1870-1891), mariée en 1888 avec Jérôme Ludovic de Solages (1862-1927), patron de la Compagnie de Carmaux, député du Tarn, et adversaire politique de Jean Jaurès, qui devient député de Carmaux à sa place ;
- Xavier (1871-1944), député, marié en 1896 avec Clotilde de Cholet (1873-1941) ;
- Amédée (1873-1944), député, marié en 1899 avec Madeleine Eugénie Law de Lauriston (1881-1959) ;
- Augustin (1879-1880).

## Distinctions
- Commandeur de la Légion d'honneur (7 février 1871)[2]

## Sources
- « René Reille », dans Adolphe Robert et Gaston Cougny, Dictionnaire des parlementaires français, Edgar Bourloton, 1889-1891 [détail de l’édition]
- Gérard Barres, Une figure politique tarnaise du XIXe siècle : le baron René Reille (1835-1898), Université de Toulouse-Le Mirail, 1989.
- Christophe Bouneau, Modernisation et territoire: l'éléctrification du grand sud-ouest de la fin du XIXe siècle à 1946, Fédération historique du Sud-Ouest, 1997.
- Rémy Cazals, « Reille, père et fils, société pour l’exploitation du mandat de député. Les barons Reille et le pouvoir (1861-1958) », Michel Bertrand (dir.), Pouvoirs des familles, familles de Pouvoir, Presses universitaires du Midi, 2005, p. 297-306, (Open édition books, Lire en ligne).